# Cuidador primario
Los cuidadores primarios son aquellas personas que, pudiendo ser familiar o no del paciente incapacitado o enfermo, mantiene contacto humano más estrecho con ellos. Su principal función es satisfacer diariamente las necesidades físicas y emocionales del paciente. También le mantiene vinculado con la sociedad y lo provee de afecto ya que son solidarios con el que sufre, sin embargo en la praxis no se ve reflejado, ya que algunos cuidadores tienden al aislamiento y así aumentado las posibilidades de desarrollar problemas de índole psicológica.  Su trabajo adquiere una gran relevancia para las personas que rodean al enfermo conforme progresa la enfermedad puesto que además de brindarle atención directa al paciente, adquiere un papel importante en la reorganización, mantenimiento y cohesión del grupo.

## Necesidades del cuidador primario
Antes de asumir las responsabilidades de atención, el cuidador principal deberá tener en cuenta lo siguiente:
- Información adecuada sobre el proceso que afecta al enfermo y su posible evolución.
- Orientación sobre cómo hacer frente a las carencias progresivas y a las crisis que puede tener la enfermedad.
- Saber organizarse.
- Valorar los recursos de los que dispone: los apoyos físicos de otras personas, la disponibilidad de tiempo y los deseos de compartir su cuidado que tienen otros miembros de la familia.
- Conocer cómo obtener ayuda (amigos, asociaciones de voluntariado, Servicios de Asistencia Social: ingresos de respiro, ayudas institucionales de cuidadores por horas, etcétera).
- Mantener, si es posible, sus actividades habituales.
- Cuidarse.
- Planificar el futuro y prepararse para recuperar la normalidad tras el fallecimiento del enfermo.[1]
- Autoconocimiento, tener en cuenta sus debilidades y fortalezas, para trabajar en las primeras y poner en práctica las últimas

## Desgaste físico y emocional del cuidador primario
Es de gran importancia  estudiar a las personas que se hacen cargo de un enfermo, pues, al igual que el aquejado, necesitan ayuda de profesionales para afrontar la situación por la cual atraviesan y más aún si solo es una persona la que se hace cargo de todas las necesidades del paciente, pues la función que realiza el cuidador principal puede ocasionarles problemas físicos y emocionales. 
En el ámbito mundial, se ha presentado información acerca del predominio de las mujeres como cuidadoras informales, con menor nivel educativo, sin empleo y de clases sociales menos privilegiadas. La mayor concentración de cuidadores se encuentra en torno a los 35 años. Este hallazgo es referido en la literatura como las dificultades de una generación intermedia sobre la cual recae, además de la crianza de los hijos, el cuidado de las personas dependientes y mayores. Alpass, F., Pond, R., Stephens, Ch., et ál (2013), enfatizan que los cuidadores que proveen altos niveles de cuidado por mucho tiempo podrían presentar una salud pobre y que esto se puede moderar  por la etnia y género, son las mujeres  las que presentan peores niveles de salud mental. 
Lo anterior se traduce en que el desgaste físico es mayor pues la capacidad física de una mujer es menor, además, las mujeres son más susceptibles emocionalmente al ver sufrir a una persona y más aún si se trata de un ser querido.
En la literatura se describe el “síndrome del cuidador primario” relacionado con la sobrecarga, a nivel físico y emocional para quienes atienden a los pacientes, por eso en ocasiones esta persona se convierte en el enfermo secundario.
El síndrome del desgaste del cuidador primario suele estar provocado por la dificultad que enfrenta el cuidador por el cambio radical de vida, así como el desgaste que le genera la persona enferma, la cual suele ser un familiar o un ser querido que va perdiendo progresivamente sus facultades físicas y mentales.
El desgaste que causa hacerse cargo de un paciente puede ocasionarle problemas interpersonales así como sentimientos de desesperanza la mayor parte del tiempo, resentimiento hacia la persona que cuida, pensamientos de suicidio o de abandono, frecuentes dolores de cabeza o de espalda, pérdida de energía, sensación de cansancio, y aislamiento. 
Por ello, este síndrome constituye una situación estresante con peligro de desbordar y agotar los recursos y repercutir en la salud física del cuidador, y su estado de ánimo. 
No todos los programas de apoyo para los cuidadores primarios son efectivos, pero la investigación cada vez mayor en este ampo hace que los programas se ajusten a las necesidades de los cuidadores.
En los últimos años ha habido un problema de abandono de cuidadores debido a desgaste físico y emocional. Por eso es importante que entidades del Estado puedan brindarle apoyo psicológico como económico a aquellos cuidadores que tanto lo necesitan.

## Calidad de vida del cuidador primario
La experiencia de cuidado compromete, de manera sustancial, la calidad de vida de todos los cuidadores hombres, mujeres, mayores o menores. Las personas que atienden directamente a sus familiares crónicos tienen que responder a determinadas tareas, esfuerzos y tensiones derivadas de su cuidado, y ello llega a repercutir tanto en su propia persona como en la de su entorno, generando algunos cambios en diferentes ámbitos (familiar, laboral y social) de su vida cotidiana.
La  situación de los cuidadores y su calidad de vida (CV), ha despertado el interés por lo que se han generado diferentes tipos de estudio en los cuidadores. La CV está centrada en la familia, es influenciada significativamente por los factores personal y sociocultural, hace referencia al impacto que tiene la pobreza en términos de menores oportunidades para todos los miembros de la familia. Infiere que aunque las madres sigan ejerciendo su rol de cuidadoras principales de sus hijos con enfermedad o limitaciones, esto no genera en ellas mayores niveles de estrés, ni sentimientos de frustración que incidan en su satisfacción con la calidad de vida 
Merino, al comparar la CV de cuidadores familiares de niños en situación de enfermedad crónica hospitalizados, con la de los cuidadores usuarios de la consulta externa, determinó que ambos grupos presentaron comportamientos afectados en todos los bienestares de la calidad de vida, especialmente en el físico y el psicológico. 
El cuidador familiar de una persona, adulto o niño, con enfermedad crónica ve afectada su CV y comprometido su núcleo familiar. Las implicaciones de la experiencia de cuidado de los cuidadores sobre su CV han sido documentadas, el cuidador se ve sometido a un estrés permanente por la limitación física, psicológica y cognitiva para realizar su labor, la alteración de la ejecución habitual de su rol, la de las interacciones sociales, la percepción de la falta de soporte social y la de apoyo de los sistemas de cuidado de la salud. No obstante, la CV de los cuidadores, no ha sido lo suficientemente abordada desde la perspectiva del contexto donde se desenvuelve el cuidado, la percepción del bienestar del cuidador de niños y la de adultos, sus diferencias o similitudes en la ejecución y consecuencias del rol, orientadas a dar respuestas desde la disciplina de enfermería, a las necesidades específicas y redefinir intervenciones de apoyo a quienes asumen una labor no reconocida por el sistema y las políticas de salud.
España:
Actualmente, todavía no existen normas suficientes que brinden a los cuidadores protección social. Algunas leyes como la Ley BOE de conciliación de la vida familiar y laboral toma en cuenta la distribución desigual de cargas sobre los diferentes miembros de la familia en caso de la dependencia de un adulto mayor. Según el apartado 5 del artículo 37 “se establece la aplicación de la reducción de la jornada o excedencia para atender al cuidado de familiares que por razón de edad, accidente o enfermedad no puedan valerse por sí mismos y no desempeñen actividad retribuida, configurándose este derecho como individual de los trabajadores.” Sin embargo, esta ley no se ha normalizado por completo y no se pone al 100% en práctica. Asimismo, la mayoría de las Comunidades Autónomas han desarrollado programas que apoyan económicamente a los cuidadores de las personas mayores. Como lo indica la Ley de Dependencia del artículo 39/2006 “se estipula el derecho a recibir una paga por cuidar de un familiar. Refiriéndose a una prestación económica para esas personas que sirven de apoyo a un familiar impedido y que no son cuidadores profesionales.”
El cuidador debe de contar con una serie de requisitos para adquirir esta ayuda incluyendo estar desempleado y no ser perceptor de ciertas prestaciones. 
En el área de salud mental, los cuidadores en España se pueden beneficiar de programas como El programa de Apoyo a la persona Cuidadora del servicio de Teleasistencia (Barcelona) el cual ofrece apoyo profesional, programas psicoeducativos y dispositivos específicos para la ayuda del cuidador. 
En España, organizaciones como Fundación Alzheimer España, ofrecen apoyo psicológico a los miembros de la familia y a los cuidadores. Esta fundación ofrece dos modalidades de apoyo incluyendo la atención psicológica individual y la atención psicológica grupal 
Entre los objetivos de la ayuda psicológica se encuentran: proporcionar información acerca de la enfermedad, generar recursos personales para afrontar los problemas, y apoyar la aceptación de la enfermedad en el ser querido y prevenir el síndrome del cuidador. 
Sin embargo, muchos de los programas en España,  carecen de fuerza y se deberían de centrar en reducir la carga del cuidador, y ofrecer orientación, información y asesoramiento individualizado. Asimismo, los profesionales en la salud deben proporcionar técnicas y conocimientos adecuados a los cuidadores para reducir el estrés, y propiciar el autocuidado, la relajación y la organización del tiempo. 